# Ladbroke Grove (London Underground)

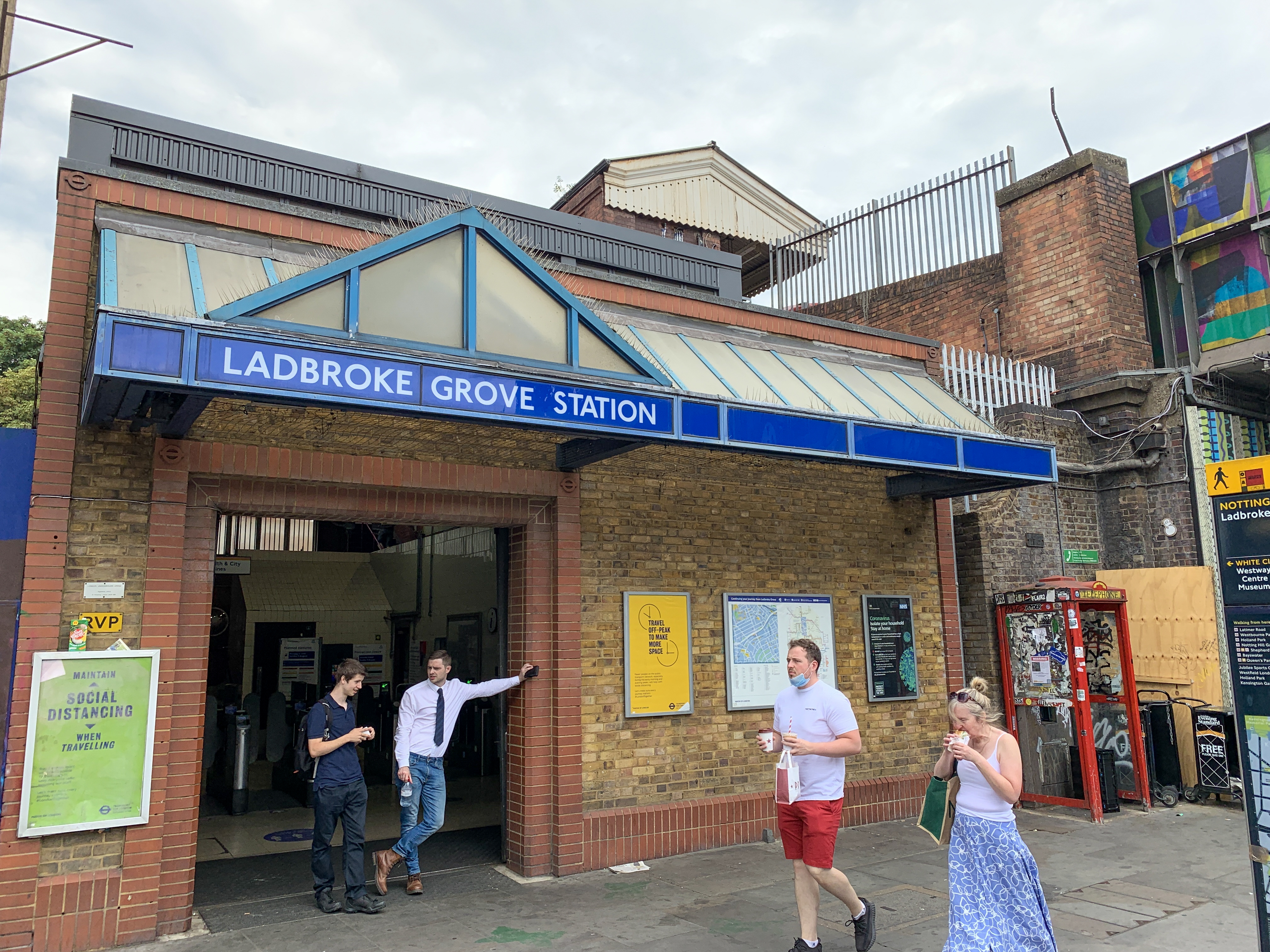
Eingang zur Station

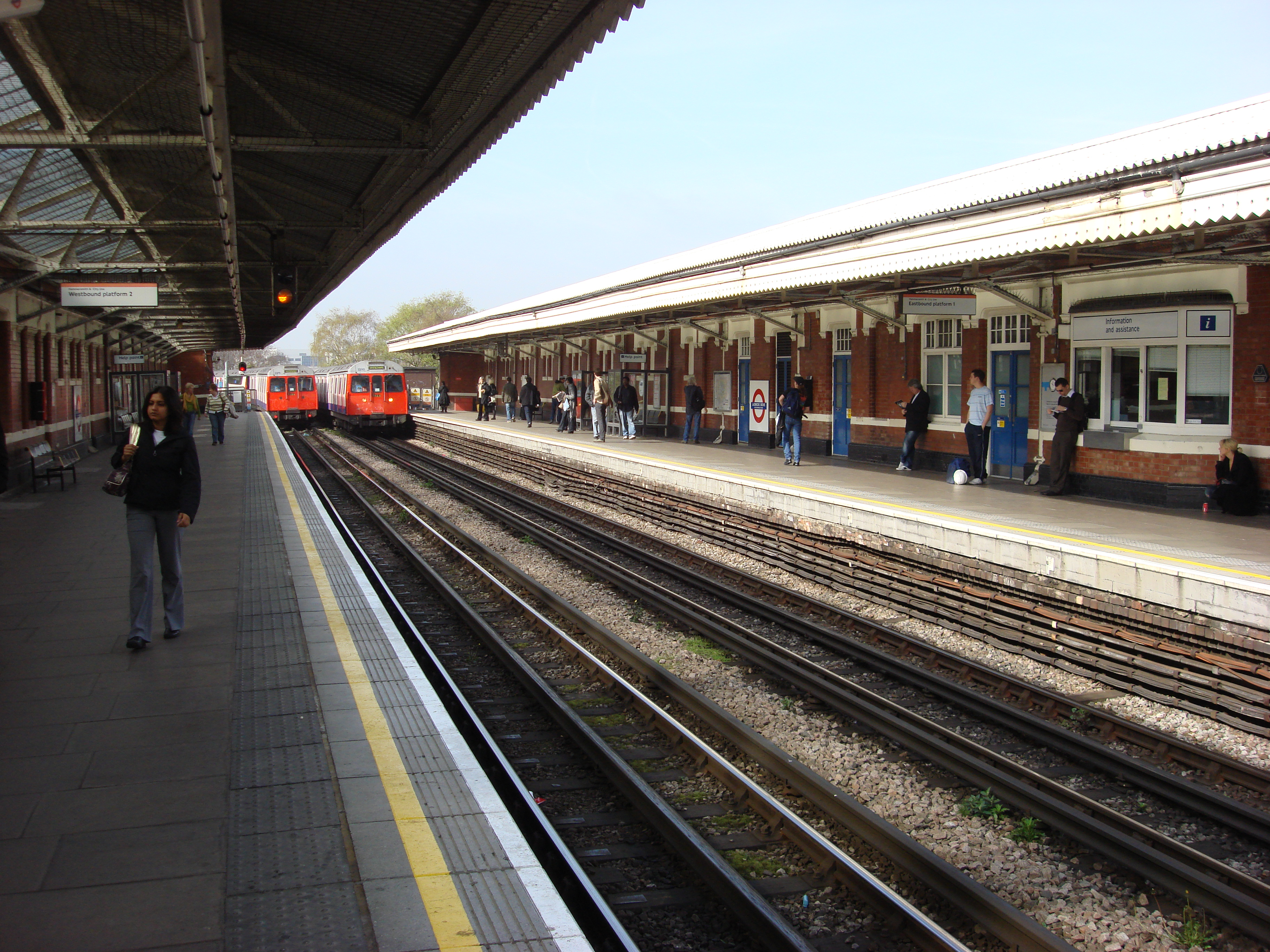
Bahnsteig

Ladbroke Grove ist eine oberirdische Station der London Underground im Stadtbezirk Royal Borough of Kensington and Chelsea. Sie liegt in der Travelcard-Tarifzone 2 an der Kreuzung der gleichnamigen Straße mit dem Westway, einer mehrspurigen Schnellstraße. Hier verkehren Züge der Hammersmith & City Line und der Circle Line. Im Jahr 2014 nutzten 6,08 Millionen Fahrgäste die Station.
Die Eröffnung der Station erfolgte am 13. Juni 1864 unter dem Namen Notting Hill durch die Hammersmith & City Railway. Diese Gesellschaft gehörte anfänglich der Great Western Railway und gelangte 1867 in den Besitz der Metropolitan Railway (Vorgängergesellschaft der Metropolitan Line). Die Station wurde mehrmals umbenannt, ab 1880 hieß sie Notting Hill & Ladbroke Grove, ab 1919 Ladbroke Grove (North Kensington). Im Jahr 1938 ließ man den Klammerzusatz weg. 1990 wurde der Hammersmith-Zweig der Metropolitan Line unter dem Namen Hammersmith & City Line betrieblich verselbständigt. Seit dem 13. Dezember 2009 halten hier auch Züge der Circle Line.
In der Umgebung der Station Ladbroke Grove befindet sich die Portobello Road mit einem bei Touristen beliebten Markt. Ladenbesitzer und Marktfahrer streben eine Änderung des Stationsnamens in Portobello Road an.